# Dualpha
Dualpha est une maison d'édition française créée en 1997 par Philippe André Duquesne dit Philippe Randa, classée à l'extrême droite.

## Présentation

### Ligne éditoriale
Dualpha réédite ou publie  des ouvrages portant sur le cinéma, l'homosexualité, l'histoire, l'ésotérisme, la politique, la Guerre d’Algérie, la littérature et la Seconde Guerre mondiale. Dualpha édite également des ouvrages de fiction : romans policiers, romans de science-fiction et romans historiques. De nombreux ouvrages du catalogue expriment les idées de l'extrême droite française,.
En mars 2010, cet éditeur a publié, sous la marque Déterna, une édition de l'ouvrage antisémite Les Protocoles des Sages de Sion.
Ont été également déposées les marques d'édition : Exaistos, Ases, Dutan.

### Collections
- « Vérités pour l'histoire »
- « Politiquement incorrect »
- « Patrimoine du spectacle »
- « Patrimoine des lettres »
- « Ésotérisme »[3]
- « À cette époque »[3]
- « Héraldique et Généalogie »[3]

### Auteurs édités ou réédités
- Philippe Alméras
- Jean-Pierre Bayard
- Maud de Belleroche
- Alain de Benoist
- Richard Bessière
- Martial Bild
- Nicolas Bonnal (écrivain)
- Jean Bourdier
- Jean-Paul Bourre
- Jean-François Chiappe
- Roland Gaucher
- Michel Gaudart de Soulages
- Philippe Gautier
- Ivan Gobry
- Joseph Goebbels
- Patrick Gofman
- Marina Grey
- Jean Jour
- Yves-Marie Laulan
- Éric Leguèbe
- Jean Mabire
- Jacques Marlaud
- Charles-Philippe d'Orléans
- Jean-Claude Perez
- Philippe Pichon
- Philippe Randa
- Jean Robin
- Jean-Claude Rolinat
- Alfred Rosenberg
- René Rostagny
- Hans-Ulrich Rudel
- Henry Sergg
- Nicolas Tandler
- Pol Vandromme
- Dominique Zardi

### Revue
- Dualpha est aussi une revue bimestrielle politique, historique et littéraire, créée en 1998 et dirigée par Philippe Randa.